# Aschbuch (Beilngries)

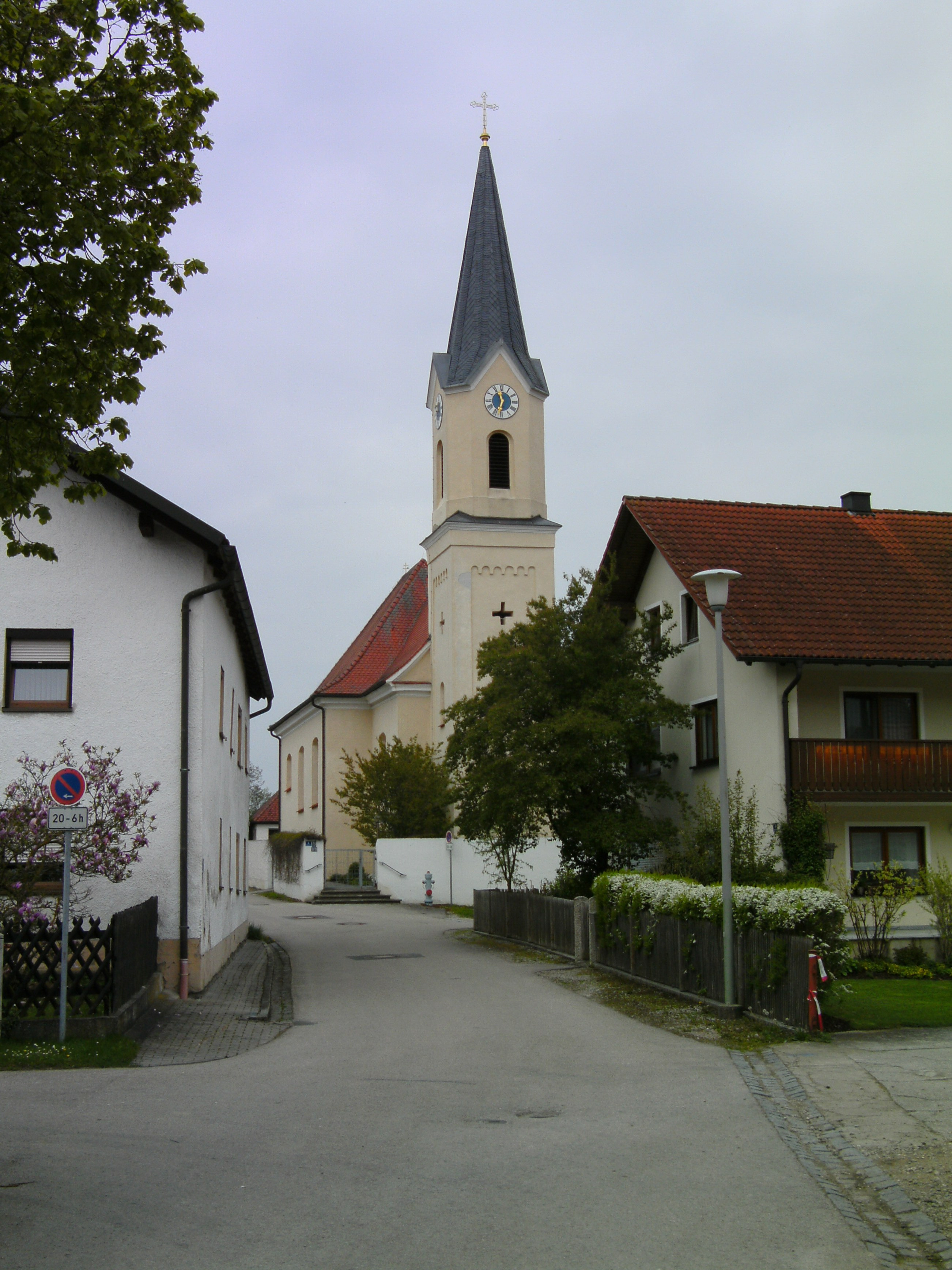
Kirche St. Ägidius

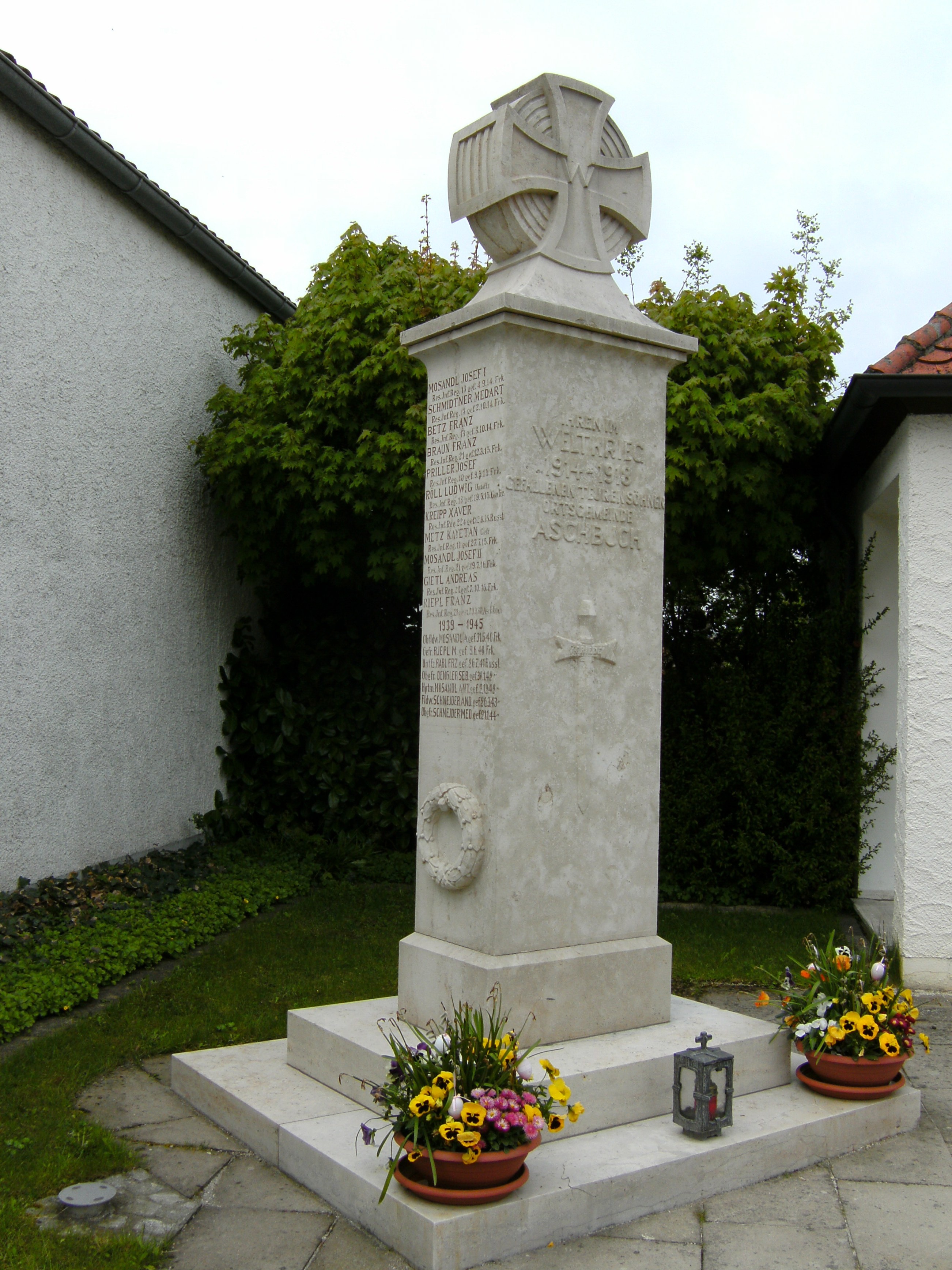
Kriegerdenkmal bei der Kirche

Aschbuch ist ein Ortsteil der Stadt Beilngries im oberbayerischen Landkreis Eichstätt.

## Lage
Das Kirchdorf liegt südlich des Altmühltales und südöstlich des Gemeindesitzes Beilngries auf der Hochfläche der südlichen Frankenalb im Naturpark Altmühltal zwischen der B 299 und der Staatsstraße 2229.

## Geschichte
In der Flur Taubenholz wurde 14 vorgeschichtliche Grabhügel gefunden. Bei Aschbuch lag der wahrscheinlich im Dreißigjährigen Krieg abgegangene, erstmals 1305 und letztmals 1554 urkundlich erwähnte Ort Zell/Altenzell.
Eine erste urkundliche Erwähnung von „Eschweinbuch“ (Dorf an Eschenwald; weitere Schreibweisen: 1393 Espelsbuch, 1447 Aschlesbuch) stammt aus dem frühen 14. Jahrhundert: 1305 wurde der Ort (wie auch Altenzell) in der Auseinandersetzung um die Hirschberger Erbschaft nach dem Aussterben der Grafen von Hirschberg mit Graf Gebhard VII. 1305 dem Hochstift Eichstätt zugesprochen. Er unterstand in der Folgezeit dem bischöflichen Vogtamt Hirschberg; die Hirschberger Salbücher von 1447 und 1572 weisen aus, dass acht Höfe in Aschbuch nach Hirschberg vogtbar waren. Grundherren waren im Mittelalter neben dem Bischof die Kollegiata in Eichstätt und das Kloster Plankstetten; weitere Güter waren in Adelsbesitz und in bäuerlichem Eigenbesitz. Lehengüter der Emmendorfer in Aschbuch gingen im 15. Jahrhundert an die Absberger auf der Burg Rumburg über, die bereits früher Besitz im Dorf hatten, denn 1423 hatten sie einen Hof an einen Beilngrieser Bürger veräußert.
1644 waren nur mehr drei Höfe grundherrlich nicht bischöflich, sie gehörten der Kollegiata, dem Kloster Plankstetten und zur Frühmesse in Beilngries. Zu diesem Zeitpunkt gehörten zehn Aschbucher Höfe, drei davon verödet, zum Hirschberger Vogtamt. Offensichtlich wurden nach dem Dreißigjährigen Krieg die aufgelassenen bzw. zerstörten Hofstätten Altenzells in Aschbuch wiedererrichtet, den 1772 ist davon die Rede, dass in Aschbuch elf sogenannte Altenzeller Köbler der bischöflichen Hofkammer und dem Benediktinerinnen-Kloster St. Walburg in Eichstätt zehentpflichtig seien.
Im Zuge der Säkularisation kam das untere Hochstift, zu dem auch Aschbuch im Kastenamt Beilngries des Oberamtes Beilngries-Hirschberg gehörte, 1802 an Großherzog Erzherzog Ferdinand III. von Toskana und 1806 an das Königreich Bayern und dort in das Landgericht Kipfenberg. 1808 bildete Aschbuch zusammen mit den Ortschaften Oberemmendorf, Grampersdorf und Irfersdorf den Steuerdistrikt Irfersdorf. Ab 1810 gehörte diese Gemeinde zum Oberdonaukreis mit der Hauptstadt Eichstätt, ab Dezember 1817 zum Landgericht und Rentamt Beilngries im Regenkreis mit der Hauptstadt Regensburg. 1818 wurde die Gemeinde Irfersdorf wieder aufgelöst, und Aschbuch (118 Einwohner) bildete zusammen mit Kirchbuch (80 Einwohner) die Gemeinde Kirchbuch, ab 1820 die Gemeinde Aschbuch. Ab 1838 war der Bezirk Beilngries und mit ihm Aschbuch Teil des Kreises Mittelfranken mit der Hauptstadt Ansbach.
1958 wurde eine Flurbereinigung durchgeführt. Bis 1964 gab es in der Gemeinde im Ort Kirchbuch eine Volksschule. Mit der bayerischen Gebietsreform schloss sich die Gemeinde, die eine Fläche von etwa 796 Hektar hatte und die Orte Aschbuch und Kirchbuch umfasste, am 1. Januar 1972 der Stadt Beilngries an. 1973 wurden 198 und 1983 244 Einwohner gezählt, die sich überwiegend landwirtschaftlich betätigten.
Aschbuch ist seit Bestehen der Pfarrei Kirchbuch deren Filialdorf. Bis zur Errichtung der Pfarrei Kirchbuch – das Jahr ist nicht bekannt – gehörten Kirchbuch und Aschbuch zur Urpfarrei Kottingwörth. Aschbuch unterstand auch der Ehehaft Kottingwörth. Die heutige Kirche St. Aegidius wurde 1717 erbaut.

## Vereine
- Freiwillige Feuerwehr
- Kriegerverein
- SV Aschbuch
- Burschenverein
- Gartenbauverein

## Sonstiges
„Erinnerungen an gestern und vorgestern“ ist der Titel von DVD-Aufzeichnungen des Kriegervereins Aschbuch, in denen sich 25 Zeitzeugen aus Aschbuch, Kirchbuch und Umgebung an die Zeit von 1900 bis 2000 erinnern.